# Конденсаторный микрофон

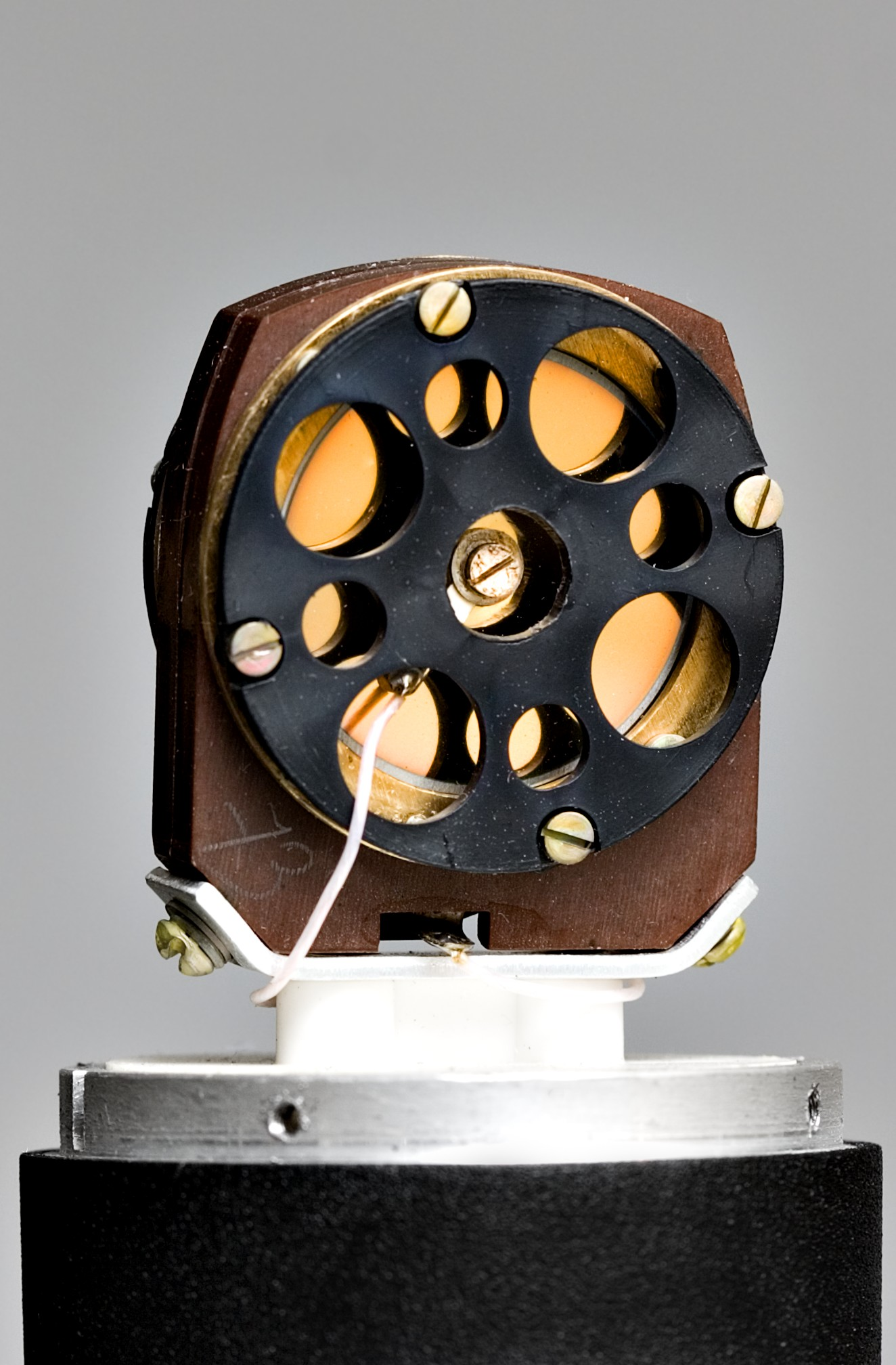
Конденсаторный микрофон Октава MK-319 со снятой защитной сеткой

Конденса́торный микрофо́н — микрофон, действие которого основано на использовании свойств электрического конденсатора. Изобретён в 1916 году инженером Bell Labs Эдвардом Венте (Edward Christopher Wente), используется в основном в студийной звукозаписи.

## Устройство

Принцип действия конденсаторного микрофона

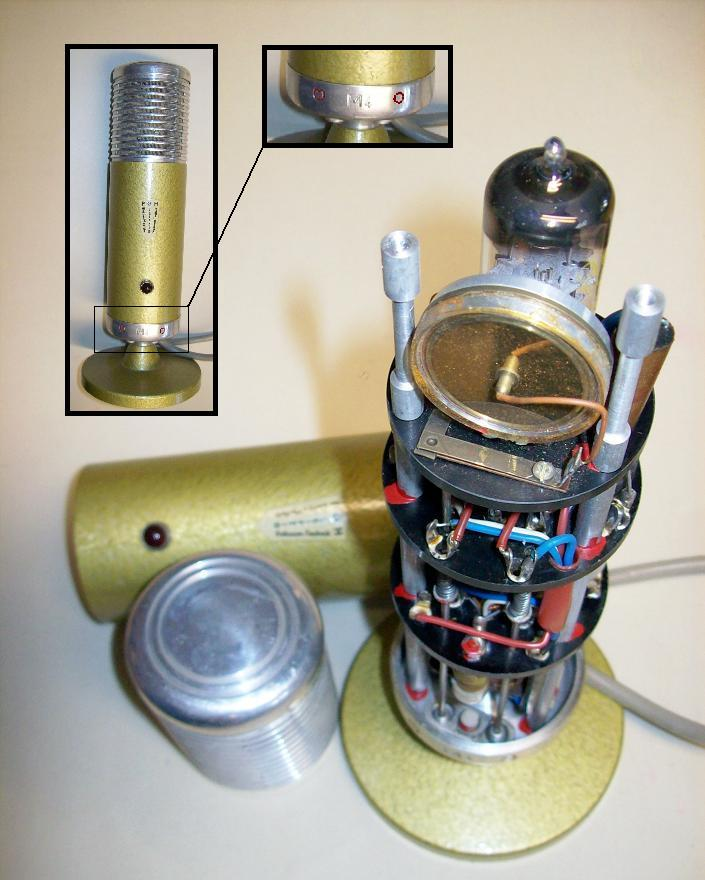
Звуковоспринимающая мембрана конденсаторного микрофона с усилителем на вакуумной лампе ECC83

Обозначение конденсаторного микрофона на принципиальных электрических схемах

Представляет собой конденсатор, одна из обкладок которого выполнена из эластичного материала (обычно — полимерная плёнка с нанесённой металлизацией). При звуковых колебаниях вибрации эластичной обкладки изменяют ёмкость конденсатора. Если конденсатор заряжен (подключён к источнику постоянного напряжения), то изменение ёмкости конденсатора приводит к изменению напряжения на нём, возникновению разности между напряжением на конденсаторе и напряжением питания и выравнивающих эти напряжения токов заряда/разряда, которые и являются полезным сигналом, поступающим с микрофона на усилитель. Для работы такого микрофона между обкладками должно быть приложено поляризующее напряжение, 50—60 вольт в более старых микрофонах, а в моделях после 1960—1970-х годов 48 вольт. Такое напряжение питания считается стандартом, именно с таким фантомным питанием выпускаются предусилители и звуковые карты. Конденсаторный микрофон имеет очень высокое выходное сопротивление. В связи с этим, в непосредственной близости к микрофону (внутри его корпуса) располагают предусилитель с высоким (порядка 1 ГОм) входным сопротивлением, выполненный на электронной лампе или полевом транзисторе, который также обеспечивает балансное подключение микрофона к остальной звукоусиливающей аппаратуре. Как правило, напряжение для поляризации и питания предусилителя подаётся по сигнальным проводам (фантомное питание).

## Применение
Конденсаторные микрофоны обладают весьма равномерной амплитудно-частотной характеристикой, имеют высокую чувствительность и низкие искажения, благодаря чему широко используются в студиях звукозаписи, на радио и телевидении. Недостатками их являются высокая стоимость, необходимость во внешнем питании и высокая чувствительность к ударам и климатическим воздействиям — влажности воздуха и перепадам температуры, что не позволяет использовать их в полевых условиях. Кроме того, из-за большого динамического диапазона, конденсаторные микрофоны воспринимают посторонние звуки и шумы, а значит запись с них целесообразна только в специально подготовленном помещении.

## Электретный микрофон

Фантомное питание и предусилитель на полевом транзисторе электретного микрофона

По принципу действия электретный микрофон является одной из разновидностей конденсаторных микрофонов. Как правило, мембрана электретных микрофонов имеет бо́льшую толщину и меньшую площадь, из-за чего характеристики таких микрофонов более скромные, но при этом они имеют невысокую цену и нетребовательны к условиям эксплуатации. Такие микрофоны получили распространение в бытовой радиоаппаратуре.